# Desmometopa ciliata
Desmometopa ciliata är en tvåvingeart som beskrevs av Friedrich Georg Hendel 1919. Desmometopa ciliata ingår i släktet Desmometopa och familjen sprickflugor. Inga underarter finns listade i Catalogue of Life.